# Малък Преславец
Малък Преславец е село в Североизточна България. То се намира в община Главиница, област Силистра.

## География
Село Малък Преславец се намира на 9 km северно от село Зафирово, община Главиница и на 49 km западно от град Силистра. То е разположено в източната част на Дунавската хълмиста равнина, на надморска височина 100 – 150 m.

## История
По отвесния бряг на реката между Малък Преславец и Ветрен са открити керамични оръдия на труда, свързани с първобитните обитатели (Новокаменна епоха).
Селото е основано през турско време. Жителите му са преселници от Котелския край. Първоначално населението е смесено – християни и мохамедани, като християните преобладават, а в по-късен период мюсюлманите се изселват. Първото име на Малък Преславец е Несчесънца, а по-късно е преименувано на Кадъкьой (съдийско село). След присъединяването на Южна Добруджа към България се преименува на Малък Преславец.
В 1867 година при преминаването на четата на Панайот Хитов на българския бряг Мош (от румънски: дядо) Никола от Кадъкьой доставя оръжията ѝ.
В Кадъкьой през 1925 г. е роден архимандрит Севастиан Преображенски.

## Други
Защитена местност Блатото край Малък Преславец.